# Rhaphidorrhynchium rubricaule
Rhaphidorrhynchium rubricaule är en bladmossart som beskrevs av Brotherus 1925. Rhaphidorrhynchium rubricaule ingår i släktet Rhaphidorrhynchium och familjen Sematophyllaceae. Inga underarter finns listade i Catalogue of Life.